# Sumber Rejo (Pulau Rimau)
Sumber Rejo is een bestuurslaag in het regentschap Banyuasin van de provincie Zuid-Sumatra, Indonesië. Sumber Rejo telt 1563 inwoners (volkstelling 2010).